# Selene brevoortii
Selene brevoortii är en fiskart som först beskrevs av Gill, 1863.  Selene brevoortii ingår i släktet Selene och familjen taggmakrillfiskar. IUCN kategoriserar arten globalt som livskraftig. Inga underarter finns listade i Catalogue of Life.